# الحرجة (شبوة)
الحرجة هي إحدى قرى الجمهورية اليمنية. وهي تتبع جغرافيًا لمحافظة شبوة. وإداريًا لمديرية بيحان. يبلغ تعداد سكانها 2368 نسمة حسب الإحصاء الذي جرى عام 2004.